# Grande-Bretagne aux Jeux paralympiques d'hiver de 2014
Le Royaume-Uni participe (sous le nom de « Grande-Bretagne ») aux Jeux paralympiques d'hiver de 2014 à Sotchi, en Russie, du 7 au 16 mars 2014. Il s'agit de la onzième participation de ce pays aux Jeux paralympiques d'hiver, le Royaume-Uni ayant été présent à tous les Jeux.
Le pays est représenté par quinze athlètes (en comptant trois guides pour skieurs aveugles ou malvoyants), en ski alpin et en curling. Le Royaume-Uni vise à remporter sa première médaille d'or aux Jeux d'hiver (ayant à son palmarès six médailles d'argent et quinze de bronze depuis les premiers Jeux en 1976).
Le 10 mars, troisième jour de compétition, c'est chose faite, lorsque Kelly Gallagher et sa guide Charlotte Evans remportent l'or en Super-G, dans la catégorie des déficients visuels, donnant au Royaume-Uni son premier titre paralympique d'hiver de l'histoire,.
Les six médailles obtenues finalement par les Britanniques à Sotchi constituent leur meilleur résultat aux Jeux d'hiver depuis les Jeux d'Innsbruck en 1984, tandis que leur dixième place au tableau des médailles est leur meilleur résultat à ce jour.

## Usage du nom « Grande-Bretagne »
Pour des raisons historiques, la délégation britannique emploie le nom de « Grande-Bretagne » aux Jeux olympiques et paralympiques, et se présente sous l'appellation Team GB (« l'équipe de Grande-Bretagne »). Néanmoins, la délégation représente bien l'ensemble du Royaume-Uni, y compris l'Irlande du Nord (qui, géographiquement, ne se trouve pas en Grande-Bretagne). Elle représente aussi les dépendances de la Couronne, et certains territoires britanniques d'outre-mer,.

## Liste des médaillés
| Sport                   | Discipline          | Athlète(s)        | Catégorie  | Performance         | Date    |
| Médailles d'or : 1      |                     |                   |            |                     |         |
| Ski alpin               | Super-G dames       | Kelly Gallagher   | Malvoyants | 1 min 28 s 72       | 10 mars |
| Médailles d'argent : 3  |                     |                   |            |                     |         |
| Ski alpin               | Descente dames      | Jade Etherington  | Malvoyants | 1 min 34 s 28       | 8 mars  |
| Ski alpin               | Slalom dames        | Jade Etherington  | Malvoyants | 1 min 1 s 02        | 12 mars |
| Ski alpin               | Super combiné dames | Jade Etherington  | Malvoyants | 2 min 28 s 38       | 14 mars |
| Médailles de bronze : 2 |                     |                   |            |                     |         |
| Ski alpin               | Super-G dames       | Jade Etherington  | Malvoyants | 1 min 29 s 76       | 10 mars |
| Curling                 | Mixte               | Équipe de curling | Fauteuil   | 7-3 face à la Chine | 15 mars |

## Par discipline

### Ski alpin
Pour les épreuves réservées aux athlètes aveugles ou malvoyants, le Royaume-Uni est représenté par trois femmes : Kelly Gallagher, Jade Etherington et Millie Knight, qui concourent avec leurs guides (respectivement, Charlotte Evans, Caroline Powell et Rachael Ferrier). Kelly Gallagher est considérée comme l'une des meilleures chances de médaille du pays, ayant terminé quatrième au slalom géant aux Jeux de Vancouver en 2010 - où elle était par ailleurs la première athlète nord-irlandaise à participer aux Jeux paralympiques d'hiver,.
Mick Brennan (vétéran blessé de la guerre d'Irak), Ben Sneesby et Anna Turney prennent part aux épreuves assises (en monoski), tandis que James Whitley, adolescent, concourt aux épreuves debout.
| Athlète                                  | Catégorie | Épreuve                                     | Course 1      | Course 1 | Course 2      | Course 2 | Finale / Total | Finale / Total                         |
| Athlète                                  | Catégorie | Épreuve                                     | Temps         | Rang     | Temps         | Rang     | Temps          | Rang                                   |
| ---------------------------------------- | --------- | ------------------------------------------- | ------------- | -------- | ------------- | -------- | -------------- | -------------------------------------- |
| Jade Etherington guide : Caroline Powell | B2        | Descente femmes, déficientes visuelles      | NC            | NC       | NC            | NC       | 1 min 34 s 28  | Médaille d'argent, Jeux paralympiques  |
| Jade Etherington guide : Caroline Powell | B2        | Super-G femmes, déficientes visuelles       | NC            | NC       | NC            | NC       | 1 min 29 s 76  | Médaille de bronze, Jeux paralympiques |
| Jade Etherington guide : Caroline Powell | B2        | Slalom femmes, déficientes visuelles        | 1 min 0 s 87  | 1        | 1 min 1 s 02  | 3        | 2 min 1 s 89   | Médaille d'argent, Jeux paralympiques  |
| Jade Etherington guide : Caroline Powell | B2        | Slalom géant femmes, déficientes visuelles  | DNS           | NC       | NC            | NC       | NC             | -                                      |
| Jade Etherington guide : Caroline Powell | B2        | Super combiné femmes, déficientes visuelles | 1 min 1 s 80  | 2        | 1 min 26 s 58 | 1        | 2 min 28 s 38  | Médaille d'argent, Jeux paralympiques  |
| Kelly Gallagher guide : Charlotte Evans  | B3        | Descente femmes, déficientes visuelles      | NC            | NC       | NC            | NC       | 1 min 37 s 36  | 6                                      |
| Kelly Gallagher guide : Charlotte Evans  | B3        | Super-G femmes, déficientes visuelles       | NC            | NC       | NC            | NC       | 1 min 28 s 72  | Médaille d'or, Jeux paralympiques      |
| Kelly Gallagher guide : Charlotte Evans  | B3        | Slalom femmes, déficientes visuelles        | DNF           | -        | NC            | NC       | NC             | -                                      |
| Kelly Gallagher guide : Charlotte Evans  | B3        | Slalom géant femmes, déficientes visuelles  | DNF           | -        | NC            | NC       | NC             | -                                      |
| Kelly Gallagher guide : Charlotte Evans  | B3        | Super combiné femmes, déficientes visuelles | DNF           | -        | NC            | NC       | NC             | -                                      |
| Millie Knight guide : Rachael Ferrier    | B2        | Slalom femmes, déficientes visuelles        | 1 min 9 s 87  | 6        | 1 min 8 s 90  | 6        | 2 min 18 s 77  | 5                                      |
| Millie Knight guide : Rachael Ferrier    | B2        | Slalom géant femmes, déficientes visuelles  | 1 min 39 s 66 | 5        | 1 min 27 s 68 | 5        | 3 min 7 s 34   | 5                                      |
| Anna Turney                              | LW12-1    | Descente femmes, assises                    | NC            | NC       | NC            | NC       | DNF            | -                                      |
| Anna Turney                              | LW12-1    | Super-G femmes, assises                     | NC            | NC       | NC            | NC       | 1 min 35 s 27  | 4                                      |
| Anna Turney                              | LW12-1    | Slalom femmes, assises                      | 1 min 13 s 94 | 6        | 1 min 14 s 39 | 6        | 2 min 28 s 33  | 6                                      |
| Anna Turney                              | LW12-1    | Slalom géant femmes, assises                | 1 min 55 s 41 | 11       | 1 min 25 s 35 | 5        | 3 min 20 s 76  | 8                                      |
| Anna Turney                              | LW12-1    | Super combiné femmes, assises               | 1 min 19 s 85 | 5        | DNF           | -        | NC             | -                                      |

| Mick Brennan  | LW12-2  |                             |               |    |               |    |               |    |
| Mick Brennan  | LW12-2  | Super-G hommes, assis       | NC            | NC | NC            | NC | 1 min 30 s 48 | 10 |
| Mick Brennan  | LW12-2  | Slalom hommes, assis        | DSQ           | NC | NC            | NC | NC            | -  |
| Mick Brennan  | LW12-2  | Slalom géant hommes, assis  | 1 min 23 s 79 | 14 | 1 min 21 s 09 | 14 | 2 min 44 s 88 | 14 |
| Mick Brennan  | LW12-2  | Super combiné hommes, assis | 1 min 14 s 85 | 9  | 1 min 25 s 89 | 7  | 2 min 40 s 74 | 8  |
| Ben Sneesby   | LW12-1  |                             |               |    |               |    |               |    |
| Ben Sneesby   | LW12-1  | Slalom hommes, assis        | 1 min 1 s 62  | 17 | 1 min 3 s 68  | 10 | 2 min 5 s 30  | 11 |
| Ben Sneesby   | LW12-1  | Slalom géant hommes, assis  | 1 min 26 s 96 | 21 | DNF           | -  | NC            | -  |
| James Whitley | LW5/7-3 |                             |               |    |               |    |               |    |
| James Whitley | LW5/7-3 | Slalom hommes, debout       | 54 s 84       | 20 | 58 s 59       | 15 | 1 min 53 s 43 | 15 |
| James Whitley | LW5/7-3 | Slalom géant hommes, debout | 1 min 24 s 64 | 20 | 1 min 18 s 14 | 13 | 2 min 42 s 78 | 14 |

### Curling
Aux Jeux paralympiques, les épreuves de curling se pratiquent en fauteuil roulant. L'équipe britannique (cinq membres) est composée d'Aileen Neilson, Tom Killin, Gregor Ewan, Rob McPherson et Angie Malone. Tom Killin et Angie Malone étaient déjà membres de l'équipe britannique médaillée d'argent aux Jeux de Turin en 2006 ; en 2010, toutefois, les Britanniques n'étaient arrivés que sixièmes.
Résultats :
Premier tour :
| Équipes         | 1 | 2 | 3 | 4 | 5 | 6 | 7 | 8 | 9 | 10 | Total |
| --------------- | - | - | - | - | - | - | - | - | - | -- | ----- |
| Canada          | 0 | 0 | 2 | 0 | 1 | 1 | 1 | 1 | - | -  | 6     |
| Grande-Bretagne | 1 | 1 | 0 | 1 | 0 | 0 | 0 | 0 | - | -  | 3     |

| Équipes         | 1 | 2 | 3 | 4 | 5 | 6 | 7 | 8 | 9 | 10 | Total |
| --------------- | - | - | - | - | - | - | - | - | - | -- | ----- |
| Suède           | 0 | 0 | 1 | 0 | 3 | 0 | 0 | 0 | - | -  | 4     |
| Grande-Bretagne | 1 | 0 | 0 | 1 | 0 | 2 | 1 | 1 | - | -  | 6     |

| Équipes         | 1 | 2 | 3 | 4 | 5 | 6 | 7 | 8 | 9 | 10 | Total |
| --------------- | - | - | - | - | - | - | - | - | - | -- | ----- |
| Grande-Bretagne | 1 | 1 | 1 | 0 | 0 | 0 | 5 | X | - | -  | 8     |
| Corée du Sud    | 0 | 0 | 0 | 2 | 1 | 1 | 0 | X | - | -  | 4     |

| Équipes         | 1 | 2 | 3 | 4 | 5 | 6 | 7 | 8 | 9 | 10 | Total |
| --------------- | - | - | - | - | - | - | - | - | - | -- | ----- |
| Slovaquie       | 2 | 0 | 0 | 0 | 0 | 0 | 0 | X | - | -  | 4     |
| Grande-Bretagne | 0 | 2 | 1 | 2 | 1 | 4 | 2 | X | - | -  | 12    |

| Équipes         | 1 | 2 | 3 | 4 | 5 | 6 | 7 | 8 | 9 | 10 | Total |
| --------------- | - | - | - | - | - | - | - | - | - | -- | ----- |
| Grande-Bretagne | 0 | 0 | 1 | 0 | 0 | 3 | 0 | X | - | -  | 4     |
| Finlande        | 1 | 4 | 0 | 3 | 5 | 0 | 0 | X | - | -  | 13    |

| Équipes         | 1 | 2 | 3 | 4 | 5 | 6 | 7 | 8 | 9 | 10 | Total |
| --------------- | - | - | - | - | - | - | - | - | - | -- | ----- |
| Norvège         | 0 | 1 | 0 | 0 | 0 | 2 | 0 | X | - | -  | 3     |
| Grande-Bretagne | 1 | 0 | 1 | 1 | 1 | 0 | 3 | X | - | -  | 7     |

| Équipes         | 1 | 2 | 3 | 4 | 5 | 6 | 7 | 8 | 9 | 10 | Total |
| --------------- | - | - | - | - | - | - | - | - | - | -- | ----- |
| Russie          | 0 | 2 | 2 | 0 | 2 | 0 | 5 | X | - | -  | 11    |
| Grande-Bretagne | 0 | 0 | 0 | 1 | 0 | 1 | 0 | X | - | -  | 2     |

| Équipes         | 1 | 2 | 3 | 4 | 5 | 6 | 7 | 8 | 9 | 10 | Total |
| --------------- | - | - | - | - | - | - | - | - | - | -- | ----- |
| Grande-Bretagne | 0 | 0 | 1 | 0 | 1 | 0 | 5 | 0 | 1 | -  | 8     |
| États-Unis      | 2 | 1 | 0 | 2 | 0 | 1 | 0 | 1 | 0 | -  | 7     |

| Équipes         | 1 | 2 | 3 | 4 | 5 | 6 | 7 | 8 | 9 | 10 | Total |
| --------------- | - | - | - | - | - | - | - | - | - | -- | ----- |
| Grande-Bretagne | 0 | 0 | 1 | 0 | 0 | 1 | 1 | X | - | -  | 3     |
| Chine           | 1 | 1 | 0 | 3 | 1 | 0 | 0 | X | - | -  | 6     |

Demi-finale :
| Équipes         | 1 | 2 | 3 | 4 | 5 | 6 | 7 | 8 | 9 | 10 | Total |
| --------------- | - | - | - | - | - | - | - | - | - | -- | ----- |
| Grande-Bretagne | 0 | 0 | 3 | 0 | 0 | 1 | 0 | X | - | -  | 4     |
| Russie          | 1 | 3 | 0 | 7 | 1 | 0 | 1 | X | - | -  | 13    |

Match pour la médaille de bronze :
| Équipes         | 1 | 2 | 3 | 4 | 5 | 6 | 7 | 8 | 9 | 10 | Total |
| --------------- | - | - | - | - | - | - | - | - | - | -- | ----- |
| Grande-Bretagne | 0 | 0 | 2 | 2 | 1 | 1 | 1 | X | - | -  | 7     |
| Chine           | 1 | 2 | 0 | 0 | 0 | 0 | 0 | X | - | -  | 3     |

Résultat : 